# Cheminée La Mare
La cheminée La Mare est la cheminée de l'ancienne Usine de La Mare qui était une des usines de l'île de La Réunion, département d'outre-mer français dans le sud-ouest de l'océan Indien. Elle est inscrite en totalité, y compris son terrain d’assiette, à l'inventaire supplémentaire des Monuments historiques depuis le 2 mai 2002,.